# 硫酸铀(III)
硫酸铀(III)是三价铀的硫酸盐，化学式为U2(SO4)3，具有放射性。它是第一个被发现的水合的三价铀盐。

## 制备
硫酸铀(III)于1967年被R. Barnard等人报道，通过硫酸铀酰的电化学还原法制备，向水溶液中加入乙醇结晶。

## 性质
硫酸铀(III)是橄榄绿色固体，在干燥的空气中相对稳定，易溶于水但水溶液易被氧化，进而形成溶解度相对较小的浅绿色的硫酸铀(IV)。硫酸铀(III)易溶于稀盐酸和稀硫酸，形成红绿色的溶液，这些溶液会缓慢分解，并可以被空气氧化。溶于浓盐酸形成含氯配合物的酒红色溶液。
硫酸铀(III)复盐的溶解度较小，因此它们很容易制得。已知的复盐M2SO4·U2(SO4)3·xH2O有Na+、K+、Rb+、Cs+、NH4+、N2H5+。U2(SO4)3·9H2O和NH4U(SO4)2·4H2O的固态漫反射电子光谱十分相似。